# かたまり
| ウィキペディアには「かたまり」という見出しの百科事典記事はありません（タイトルに「かたまり」を含むページの一覧/「かたまり」で始まるページの一覧）。 代わりにウィクショナリーのページ「かたまり」が役に立つかもしれません。 |